# ربات‌ها (بازی بی‌اس‌دی)

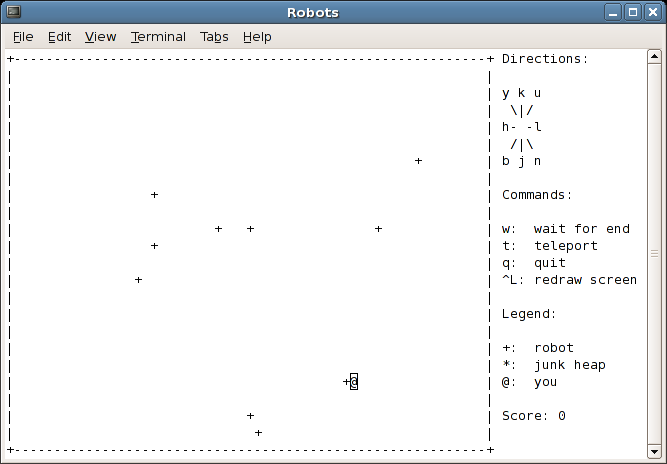
نسخه اصلی بازی

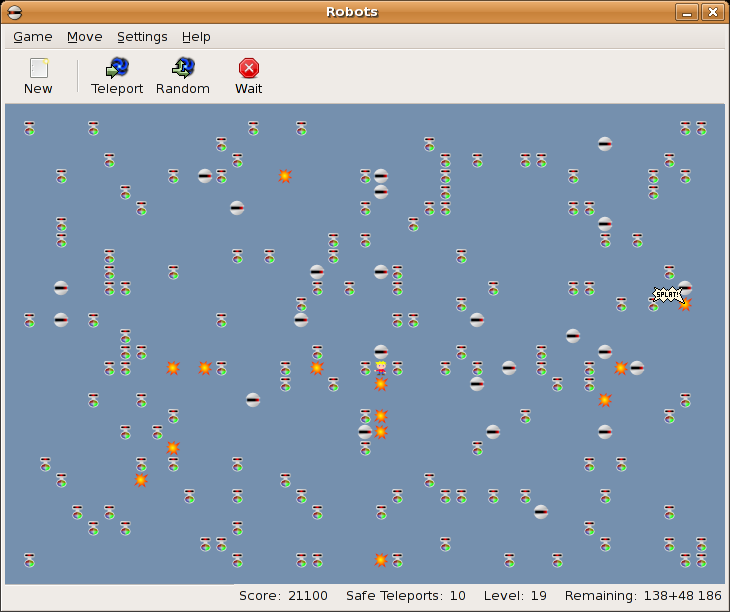
نسخه موجود در میزکار گنوم

ربات‌ها یک بازی ویدئویی است که در اصل توسط کن آرنولد برای سیستم‌عامل بی‌اس‌دی نوشته شده بود. بی‌اس‌دی یکی از مشتقات یونیکس بود. هدف بازیکن در این بازی، فرار کردن از دست تعدادی ربات است که برای کشتن بازیکن برنامه‌ریزی شده‌اند. این بازی بر روی یک صفحه نمایش دوبعدی اجرا می‌شود. تا کنون نسخه‌های مختلفی از این بازی برای سکوهای مختلف تولید شده است. در بازی اصلی، بازیکن هر بار در یک جای تصادفی از صحنه قرار می‌گیرد. در بعضی از نسخه‌ها، مانند نسخه‌ای که در میزکار گنوم وجود دارد، بازیکن از وسط صحنه بازی را شروع می‌کند. رباتها هم هربار در مکانهای تصادفی از صحنه قرار می‌گیرند. بازیکن باید در صفحه جابجا شده، بدون اینکه به رباتها برخورد کند. هر بار که بازیکن در صفحه حرکت می‌کند (چه به صورت افقی، چه عمودی و چه مورب)، رباتها هم یک خانه به او نزدیکر می‌شوند. اگر بازیکن با یکی از ربات‌ها برخورد کند، کشته خواهد شد و بازی به اتمام می‌رسد. همچنین رباتها هم برای یکدیگر کشنده هستند و اگر دو ربات با هم برخورد کنند، هر دو تای آنها کشته خواهند شد و به جای آنها تکه‌ای آهن‌پاره باقی خواهد ماند. تکه آهن‌پاره به جا مانده هم برای بازیکن و رباتها کشنده است و نباید با آن برخورد کرد. همچنین وقتی که بازیکن هیچ راه فراری ندارد، می‌تواند به یک ناحیه تصادفی از صحنه تله‌پورت شود. تله‌پورت هم مانند یک حرکت به حساب می‌آید. با این حال، از آنجا که این مکان به شکل تصادفی انتخاب می‌شود، این امکان وجود دارد که بازیکن درست در مسیر حرکت یک ربات قرار گیرد. در بعضی از نسخه‌های بازی قابلیتی به نام «تله‌پورت امن» وجود دارد که این مشکل را به وجود نمی‌آورد، اما بازیکن تنها می‌تواند به تعداد محدودی از این قابلیت استفاده کند (مثلاً یک بار در هر مرحله). همچنین در برخی از نسخه‌ها بازیکن سلاحی در اختیار دارد که به کمک آن می‌تواند رباتهایی که در نزدیکی او قرار دارند را نابود کند. استفاده از این اسلحه هم محدودیتی مشابه دارد. وقتی که تمام ربات‌های موجود در یک مرحله نابود شدند، بازیکن به مرحله بعد خواهد رفت. به شکل سنتی، تعداد رباتها در هر مرحله ده عدد بیشتر می‌شود.